# Гориславичи
Гориславичи (укр. Гориславичі) — село в Шегининской сельской общине Яворовского района Львовской области Украины.
Население по переписи 2001 года составляло 233 человека. Занимает площадь 1,243 км². Почтовый индекс — 81353. Телефонный код — 3234.